# John Hoben
John Grey Hoben (født maj 1884, død 5. juli 1915) var en amerikansk roer som deltog i OL 1904 i St. Louis.
Hoben vandt en sølvmedalje i roning under OL 1904 i St. Louis. Han kom på en andenplads i dobbeltsculler sammen med Jamie McLoughlin.